# (11226) 1999 JO36
A (11226) 1999 JO36 a Naprendszer kisbolygóövében található aszteroida. A LINEAR projekt keretében fedezték fel 1999. május 10-én.

## Kapcsolódó szócikk
- Kisbolygók listája (11001–11500)